# Patrik Baumann
Patrik Baumann (Basilea, 29 luglio 1986) è un ex calciatore svizzero, di ruolo difensore.

## Carriera
All'inizio della stagione 2010-2011 firma al Servette. Al termine della stagione segna due reti al Bellinzona nella partita di ritorno dello spareggio per approdare in massima serie elvetica. Il Servette vi fa ritorno dopo sei stagioni. Segna il suo primo gol in Super League il 23 luglio contro lo Zurigo con la maglia del Servette. Il 22 settembre 2011 si ferisce contro il Lucerna subendo una rottura dei legamenti che pone fine alla sua stagione. La stagione successiva, la squadra ginevrina non gli rinnova il contratto.

## Palmarès

### Club

#### Competizioni nazionali
- Promotion League: 1

Servette: 2015-2016
- Coppa Svizzera: 1

Basilea: 2006-2007